# Sibayo
Sibayo es una localidad peruana ubicada en la región Arequipa, provincia de Caylloma, distrito de Sibayo. Se encuentra a una altitud de 3855 m s. n. m. Tiene una población de 508 habitantes en 1993.
Las calles y plaza principal del pueblo de Sibayo fueron declarados monumentos históricos del Perú el 23 de julio de 1980 mediante el R.M.N° 0928-80-ED.

## Clima
| Parámetros climáticos promedio de Sibayo | Parámetros climáticos promedio de Sibayo | Parámetros climáticos promedio de Sibayo | Parámetros climáticos promedio de Sibayo | Parámetros climáticos promedio de Sibayo | Parámetros climáticos promedio de Sibayo | Parámetros climáticos promedio de Sibayo | Parámetros climáticos promedio de Sibayo | Parámetros climáticos promedio de Sibayo | Parámetros climáticos promedio de Sibayo | Parámetros climáticos promedio de Sibayo | Parámetros climáticos promedio de Sibayo | Parámetros climáticos promedio de Sibayo | Parámetros climáticos promedio de Sibayo |
| Mes                                      | Ene.                                     | Feb.                                     | Mar.                                     | Abr.                                     | May.                                     | Jun.                                     | Jul.                                     | Ago.                                     | Sep.                                     | Oct.                                     | Nov.                                     | Dic.                                     | Anual                                    |
| ---------------------------------------- | ---------------------------------------- | ---------------------------------------- | ---------------------------------------- | ---------------------------------------- | ---------------------------------------- | ---------------------------------------- | ---------------------------------------- | ---------------------------------------- | ---------------------------------------- | ---------------------------------------- | ---------------------------------------- | ---------------------------------------- | ---------------------------------------- |
| Temp. media (°C)                         | 10.1                                     | 10.2                                     | 9.8                                      | 8.9                                      | 7.1                                      | 6.6                                      | 4.9                                      | 5.3                                      | 7.3                                      | 8.8                                      | 9.3                                      | 10                                       | 8.2                                      |
| Temp. mín. media (°C)                    | 2.8                                      | 3.3                                      | 2.8                                      | 0.2                                      | -3                                       | -3.6                                     | -6.3                                     | -6.6                                     | -3.2                                     | -1.7                                     | -0.6                                     | 1.7                                      | -1.2                                     |
| Fuente: climate-data.org                 |                                          |                                          |                                          |                                          |                                          |                                          |                                          |                                          |                                          |                                          |                                          |                                          |                                          |